# کتی هیل
کتی هیل (انگلیسی: Katie Hill؛ زادهٔ ۱۷ فوریهٔ ۱۹۸۴) ورزشکار بسکتبال اهل استرالیا است.
وی در مسابقات کشوری و بین‌المللی در مجموع برندهٔ ۱ مدال نقره، ۱ مدال برنز شده‌است.